# Ariola Records
Ariola Records (también conocida como Ariola y Ariola-Eurodisc), hoy Sony Music, es una compañía discográfica fundada en 1963 en Gütersloh (Alemania), aunque su sede central pronto se estableció en Múnich.
En 1985, la empresa fue comprada por RCA Victor y pasó a llamarse RCA/Ariola hasta 1987, cuando RCA Victor fue adquirida por Bertelsmann Music Group, y el nombre de la compañía fue renombrado como BMG/Ariola. El 3 de marzo de 2004, con la adquisición por parte de Sony, la empresa pasó a llamarse Sony BMG hasta el 1 de octubre de 2008, cuando se disolvió la empresa conjunta y la compañía pasó a ser denominada nuevamente como Sony Music.
Ariola tuvo varias subsidiarias: Ariola America, que fue fundada en 1975 en Los Ángeles; Ariola-Athena, que publicaba grabaciones habladas; Ariola Benelux, que fundada en 1970 para cubrir el mercado del Benelux; Ariola UK, la subsidiaria de Ariola en el Reino Unido que fue fundada en 1977; Baccarola; Türküola para el mercado turco; Eurodisc para publicar discos en Francia.
Ariola Eurodisc fue la subsidiaria en España. Se creó en 1970. El primer artista fundador y productor fue Camilo Sesto.
Adquirió Arista Records y el sello rival alemán Hansa Records a finales de los años 70.
- Datos: Q662575
- Multimedia: Ariola Records / Q662575